# Respuesta transitoria

La oscilación amortiguada es una respuesta transitoria típica, donde el valor de salida oscila hasta que finalmente alcanza un valor de equilibrio estable

En ingeniería eléctrica e ingeniería mecánica, una respuesta transitoria es el comportamiento de un sistema frente a un cambio desde un estado de equilibrio o estable. No está necesariamente ligada a cambios abruptos, sino a cualquier evento que afecte el equilibrio del sistema. La respuesta a impulso y la de paso son fenómenos transitorios de respuesta a una entrada específica (un impulso y un paso, respectivamente).
En ingeniería eléctrica específicamente, es la respuesta temporal de un circuito que se extingue con el tiempo. Le sigue la respuesta de estado estable, que es el comportamiento del circuito mucho tiempo después de que se aplica una excitación externa.

## Amortiguación
La respuesta se puede clasificar como uno de los tres tipos de amortiguación que describe la salida en relación con la respuesta de estado estable.
Subamortiguado
Una respuesta subamortiguada es aquella que oscila dentro de una envolvente que decae. Cuanto más subamortiguado es el sistema, más oscilaciones y más tiempo se tarda en alcanzar el estado estable. Aquí, la relación de amortiguación es siempre menor que uno.
Críticamente amortiguado
Una respuesta críticamente amortiguada es aquella que alcanza el valor de estado estable más rápido sin llegar a estar subamortiguada. Se relaciona con los puntos críticos en el sentido de que se extiende a ambos lados del límite de las respuestas subamortiguadas y sobreamortiguadas. Aquí, la relación de amortiguación es siempre igual a uno. No debería haber oscilación sobre el valor de estado estable en el caso ideal.
Sobreamortiguado
Una respuesta sobreamortiguada es la que no oscila alrededor del valor de estado estable pero tarda más en alcanzar el estado estable que en el caso críticamente amortiguado. Aquí la relación de amortiguación es mayor que uno.

## Propiedades

Propiedades típicas del sistema transitorio de segundo orden

La respuesta transitoria se puede cuantificar con las siguientes propiedades:
Tiempo de subida
El tiempo de subida se refiere al intervalo necesario para que una señal cambie de un valor bajo dado a un valor alto dado. Normalmente, estos dos valores son el 10% y el 90% de la altura del salto o escalón.
Sobreimpulso
El sobreimpulso se produce cuando una señal o función rebasa su objetivo (el valor alto dado). A menudo se asocia con el timbre.
Tiempo de estabilización
El tiempo de estabilización es el transcurrido desde la aplicación de una entrada de paso instantáneo ideal hasta el momento en que la salida ha entrado y permanecido dentro de una banda de error especificada, el tiempo después del cual se satisface la siguiente igualdad:
{\displaystyle |h(t)-h_{st}|\leqslant \epsilon }
donde {\displaystyle h_{st}} es el valor de estado estacionario, y {\displaystyle \epsilon } define el ancho de la banda de error.
Tiempo de retardo
El tiempo de retardo es el necesario para que la respuesta alcance inicialmente la mitad del valor final.
Tiempo del pico
El tiempo del pico es el necesario para que la respuesta alcance el primer pico del rebasamiento.
Error de estado estable
El error de estado estable es la diferencia entre la salida final deseada y la real cuando el sistema alcanza un estado estable, y se puede esperar que su comportamiento continúe sin cambios si el sistema no es perturbado.